# México en los Juegos Paralímpicos
México en los Juegos Paralímpicos está representado por el Comité Paralímpico Mexicano, miembro del Comité Paralímpico Internacional.
Ha participado en 14 ediciones de los Juegos Paralímpicos de Verano, su primera presencia tuvo lugar en Heidelberg 1972. El país ha obtenido un total de 328 medallas en las ediciones de verano: 107 de oro, 98 de plata y 123 de bronce.
En los Juegos Paralímpicos de Invierno ha participado en cinco ediciones, siendo Turín 2006 su primera aparición en estos Juegos. El país no ha conseguido ninguna medalla en las ediciones de invierno.

## Medallero

### Por edición
| Evento                                | Oro | Plata | Bronce | Total |
| ------------------------------------- | --- | ----- | ------ | ----- |
| Heidelberg 1972                       | 0   | 0     | 0      | 0     |
| Toronto 1976                          | 16  | 14    | 9      | 39    |
| Arnhem 1980                           | 20  | 16    | 6      | 42    |
| Nueva York 1984 Stoke Mandeville 1984 | 6   | 14    | 17     | 37    |
| Seúl 1988                             | 8   | 9     | 7      | 24    |
| Barcelona 1992                        | 0   | 1     | 10     | 11    |
| Atlanta 1996                          | 3   | 5     | 4      | 12    |
| Sídney 2000                           | 10  | 12    | 12     | 34    |
| Atenas 2004                           | 14  | 10    | 10     | 34    |
| Pekín 2008                            | 10  | 3     | 7      | 20    |
| Londres 2012                          | 6   | 4     | 11     | 21    |
| Río de Janeiro 2016                   | 4   | 2     | 9      | 15    |
| Tokio 2020                            | 7   | 2     | 13     | 22    |
| París 2024                            | 3   | 6     | 8      | 17    |
| TOTAL                                 | 107 | 98    | 123    | 328   |

| Evento           | Oro | Plata | Bronce | Total |
| ---------------- | --- | ----- | ------ | ----- |
| Turín 2006       | 0   | 0     | 0      | 0     |
| Vancouver 2010   | 0   | 0     | 0      | 0     |
| Sochi 2014       | 0   | 0     | 0      | 0     |
| Pyeongchang 2018 | 0   | 0     | 0      | 0     |
| Pekín 2022       | 0   | 0     | 0      | 0     |
| TOTAL            | 0   | 0     | 0      | 0     |

### Por deporte
Deportes de verano
| Evento                    | Oro | Plata | Bronce | Total |
| ------------------------- | --- | ----- | ------ | ----- |
| Atletismo                 | 69  | 70    | 71     | 210   |
| Halterofilia              | 0   | 1     | 1      | 2     |
| Judo                      | 3   | 1     | 3      | 7     |
| Levantamiento de potencia | 4   | 3     | 10     | 17    |
| Lucha                     | 0   | 0     | 1      | 1     |
| Natación                  | 29  | 20    | 35     | 84    |
| Taekwondo                 | 1   | 1     | 1      | 3     |
| Tenis de mesa             | 0   | 2     | 1      | 3     |
| Tiro con arco             | 1   | 0     | 0      | 1     |
| TOTAL                     | 107 | 98    | 123    | 328   |